# Jailbreak (canción)
«Jailbreak» es una canción y un sencillo de la banda australiana de hard rock AC/DC lanzado en 1976, que forma parte de su tercer álbum de estudio, Dirty Deeds Done Dirt Cheap y del álbum 74' Jailbreak. La canción está incluida en los álbumes de los conciertos de AC/DC en vivo, con la versión de 1992 de Brian Johnson para el álbum Live 2 CD Collector Edition y el box set de 2009 Backtracks. 

## Lanzamiento
La canción fue lanzada como sencillo en Australia y el Reino Unido a mediados de 1976, junto con el lado B «Fling Thing». El sencillo fue reeditado en el Reino Unido en 1980 con una nueva imagen en la portada. En ese momento, como «Jailbreak» sólo se incluía en la versión australiana de Dirty Deeds Done Dirt Cheap y no en su equivalente internacional, no fue lanzada en los Estados Unidos, Canadá y Japón hasta octubre de 1984 como parte del disco 74' Jailbreak, y luego fue lanzado con la canción «Show Business» como lado B.

## Video musical
El video musical de Jailbreak fue filmado en marzo de 1976 en Melbourne y fue dirigido por Paul Drane. El video muestra a Bon Scott, Angus Young y Phil Rudd como prisioneros y a Malcolm Young y Mark Evans como guardias de la prisión. Al comienzo, los prisioneros están picando rocas en una cantera mientras Angus Young toca su Gibson SG y Bon Scott canta al ritmo de la canción, mientras suceden explosiones detrás de ellos.
Al final se puede apreciar que explota una prisión y escapan Bon Scott y Angus Young, y luego de su escape, Malcolm Young y Mark Evans disparan contra ellos.
«Jailbreak» es considerado uno de los primeros videos musicales grabado con el uso de explosivos y sangre falsa. Paul Drane, el director del video, es citado diciendo: 

"Nosotros realmente no sabemos cuánto [explosivo] íbamos a necesitar para que las puertas se abran, y tuve un par de tipos de apoyo con palos, tratando de empujar las puertas, aparte, por lo que las bisagras no estaban realmente allí ... Fue la primera vez que había tenido acceso a algo como esto, estos paquetes explosivos de sangre."

El video fue incluido en el DVD recopilatorio Family Jewels en 2005 y un video alternativo, que cuenta con la banda simplemente tocando en un escenario fue incluido en el box set Backtracks.

## Grabaciones en vivo
La canción fue incluida en el álbum en vivo de 1992 Live 2 CD Collector Edition, cantada por el reemplazo de Bon Scott, Brian Johnson. Esta grabación en directo cuenta con solos de guitarra extendidos de Angus Young. Otra versión, grabada en Dallas en 1985 también cantada por Johnson, fue lanzada en el box set de 2009 Backtracks.
La versión del show ofrecido en directo en Donington está incluido en el de AC/DC Live: Rock Band Track Pack.

## Lista de canciones

### Australia y Reino Unido
Todas las letras escritas por Angus Young y Malcom Young, toda la música compuesta por AC/DC. 
| Lanzamiento promocional |               |          |  |
| N.º                     | Título        | Duración |  |
| 1.                      | «Jailbreak»   | 4:36     |  |
| 2.                      | «Fling Thing» | 3:38     |  |

### Estados Unidos
Todas las letras escritas por Angus Young y Malcom Young, toda la música compuesta por AC/DC. 
| Lanzamiento promocional |                 |          |  |
| N.º                     | Título          | Duración |  |
| 1.                      | «Jailbreak»     | 4:36     |  |
| 2.                      | «Show Business» | 4:01     |  |

## Personal
- Bon Scott – voz
- Angus Young – guitarra
- Malcolm Young – guitarra rítmica
- Mark Evans – bajo
- Phil Rudd – batería